# 廈門北駅

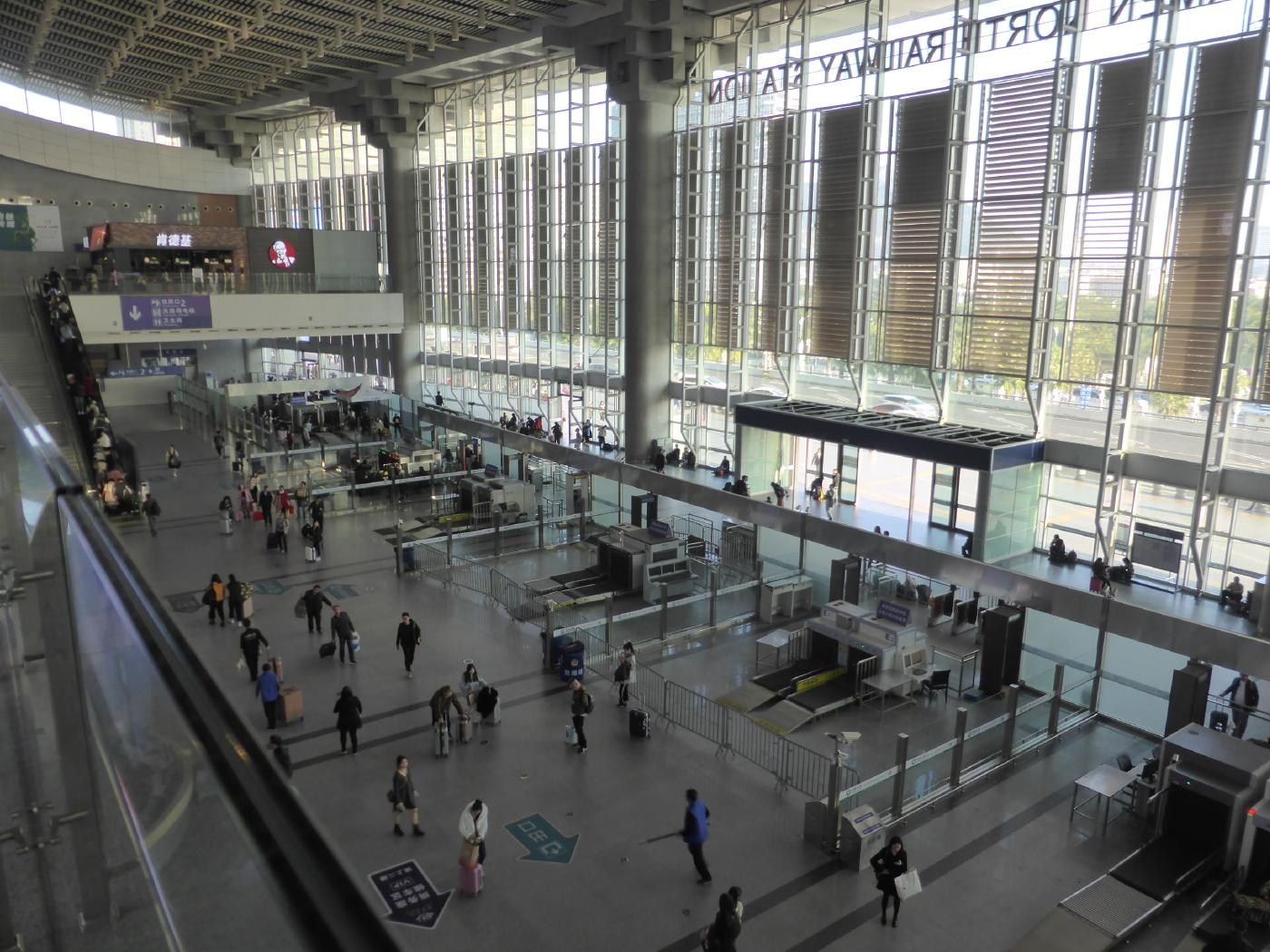
2Fから見た1Fセキュリティゲート

廈門北駅（アモイきたえき）は、中華人民共和国福建省廈門市集美区にある、中国国鉄南昌鉄路局が管轄する駅であると同時に、廈門軌道交通1号線の駅である。

## 駅構造
- 単式ホーム2面、島式ホーム4面の地上駅である。

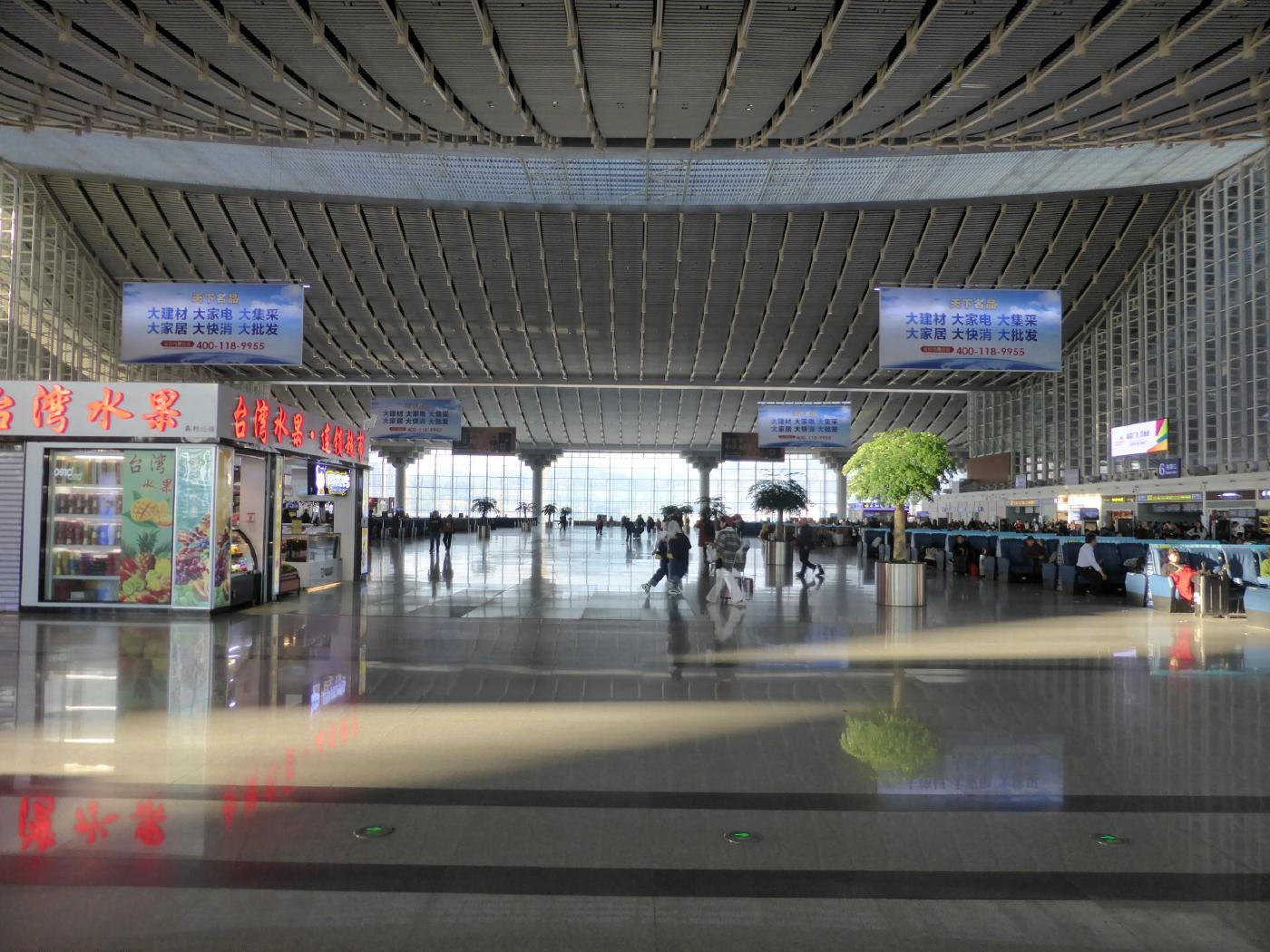
廈門北駅2F出発ロビー
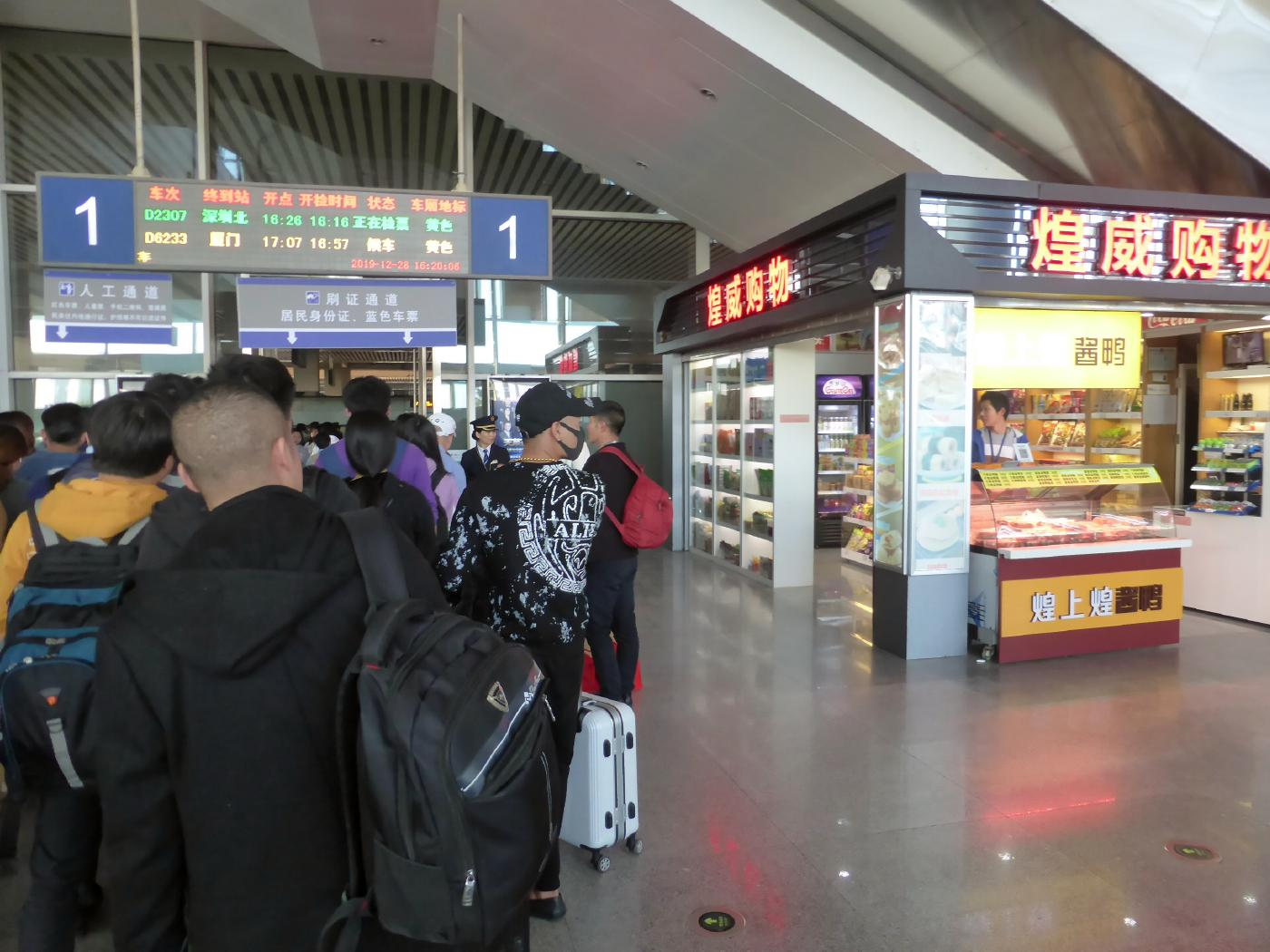
1番プラットフォームのみ1Fの改札を利用

## 所属路線
- 中国国鉄
  - 廈深線
  - 福廈線
  - 竜廈線

- 廈門軌道交通
  - 1号線

## 歴史
- 2007年 - 工事開始。
- 2011年 - 開業[1]。
- 2017年12月31日 - 廈門軌道交通1号線の駅が開業。

## 隣の駅
中国国鉄
廈深線
廈門北駅 - 角美駅
福廈線
杏林駅 - 廈門北駅 - 廈門駅
竜廈線
前場駅 - 廈門北駅
廈門軌道交通
■1号線
岩内駅 - 廈門北駅 - 天水路駅